# Liste der Inseln Sierra Leones

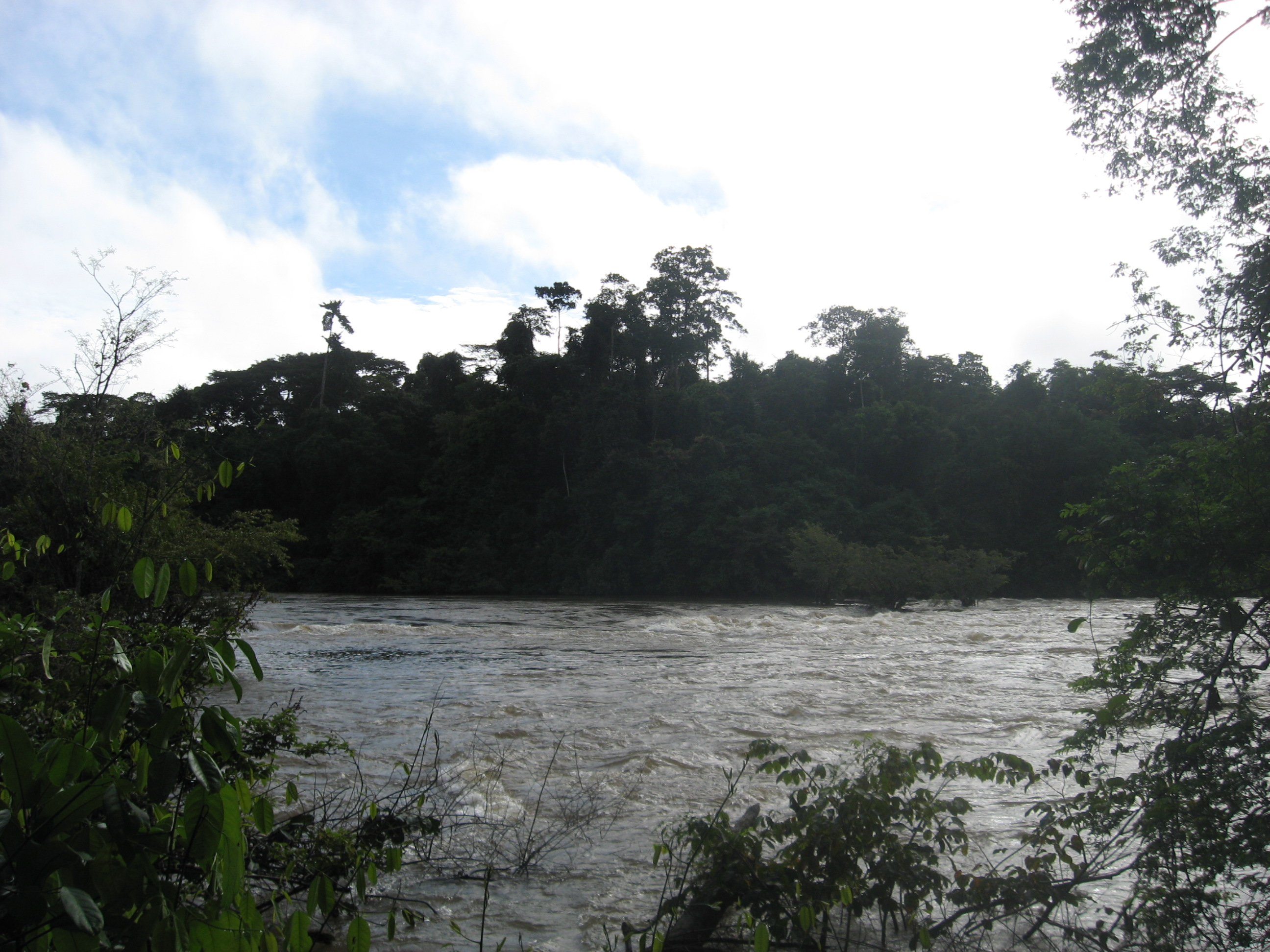
Tiwai Island

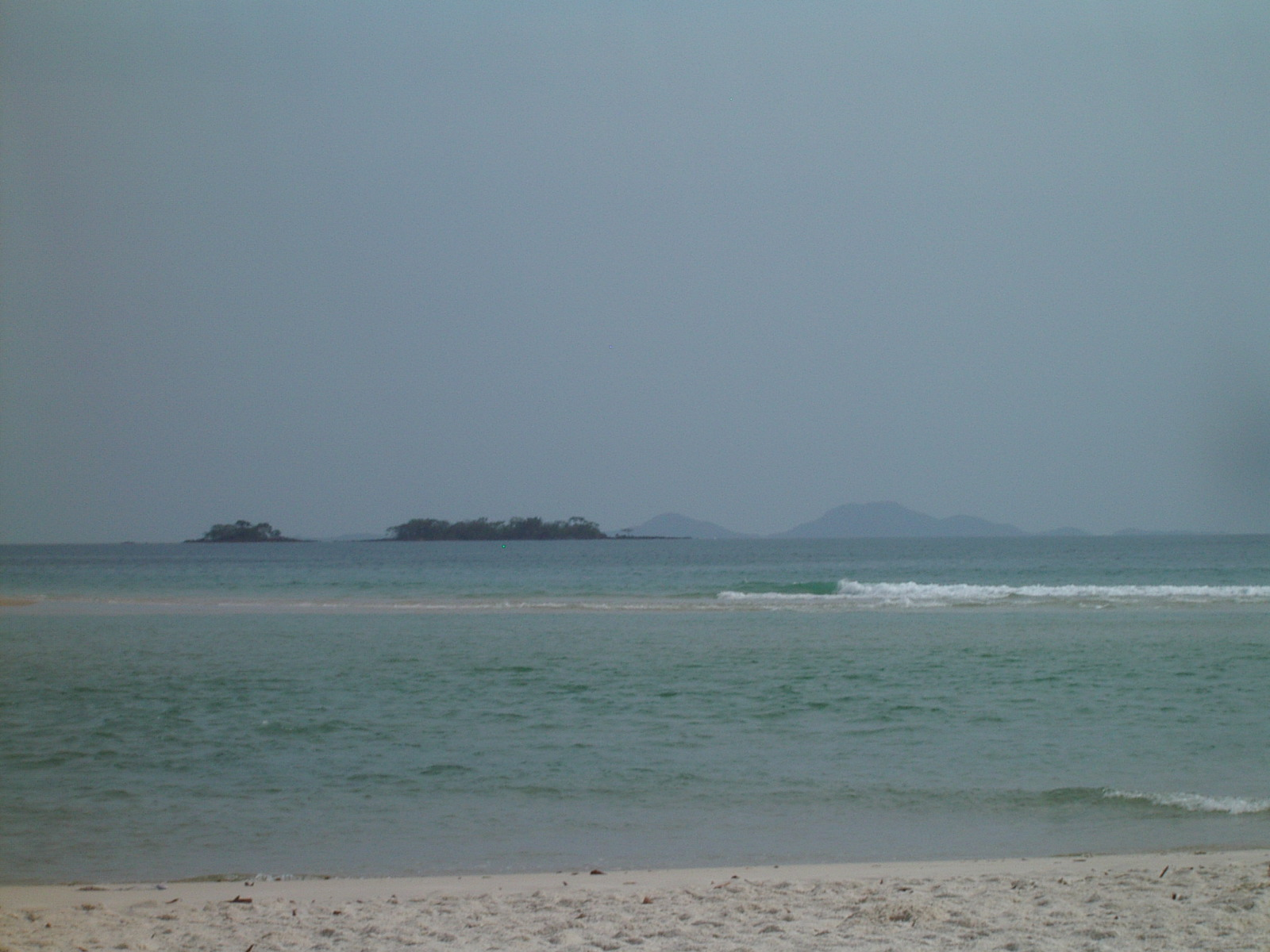
Banana Islands

Dies ist eine Liste der Inseln Sierra Leones. Sierra Leone verfügt über einige Meeresinseln sowie Flussinseln, vor allem in der Provinz Southern und dem Gebiet Western.

## Flussinseln
| Insel (Historische Namen) | Gewässer                 | Max. Ausdehnung (Fläche) | Provinz/Gebiet | Art        | Anmerkung             | Koordinaten         |
| ------------------------- | ------------------------ | ------------------------ | -------------- | ---------- | --------------------- | ------------------- |
| Bunce (Bense)             | Sierra Leone River       | 600 × 100 Meter (? km²)  | North West     | Flussinsel | historische Bedeutung | 8° 34′ N, 13° 2′ W  |
| Edmonstone                | Bagru                    | (km²)                    | Southern       | Flussinsel |                       | 7° 42′ N, 12° 31′ W |
| Kagbeli                   | Rokel                    | x (? km²)                | North West     | Flussinsel |                       | 8° 33′ N, 12° 57′ W |
| Kakim (Togu)              | Sierra Leone River       | x (? km²)                | North West     | Flussinsel |                       | 8° 33′ N, 13° 7′ W  |
| Kakonkie                  | Great Scarcies (Kolenté) | 640 × 340 Meter (? km²)  | North West     | Flussinsel |                       | 8° 54′ N, 13° 10′ W |
| Kasada                    | Moa                      | x (? km²)                | Southern       | Flussinsel |                       | 6° 59′ N, 11° 35′ W |
| Mayagba                   | Sierra Leone River       | x (? km²)                | North West     | Flussinsel |                       | 8° 35′ N, 13° 4′ W  |
| Tasso (St. André)         | Sierra Leone River       | 3,8 × 3,8 (7,5 km²)      | North West     | Flussinsel |                       | 8° 33′ N, 13° 4′ W  |
| Tiwai                     | Moa                      | (12 km²)                 | Southern       | Flussinsel | Wildschutzgebiet      | 7° 33′ N, 11° 19′ W |
| Tumbu (Tombo; Kogu)       | Sierra Leone River       | x (? km²)                | North West     | Flussinsel |                       | 8° 35′ N, 12° 59′ W |
| Yeligank                  | Sierra Leone River       | x (? km²)                | North West     | Flussinsel |                       | 8° 34′ N, 13° 7′ W  |
| Yelimakant                | Sierra Leone River       | x (? km²)                | North West     | Flussinsel |                       | 8° 35′ N, 13° 0′ W  |
| Yeliwor                   | Sierra Leone River       | x (? km²)                | North West     | Flussinsel |                       | 8° 35′ N, 13° 4′ W  |

## Meeresinseln
| Insel                         | Inselgruppe    | Gewässer           | Max. Ausdehnung (Fläche)      | Provinz/Gebiet | Art         | Anmerkung               | Koordinaten         |
| ----------------------------- | -------------- | ------------------ | ----------------------------- | -------------- | ----------- | ----------------------- | ------------------- |
| Baki                          | Turtle Islands | Atlantischer Ozean | x (km²)                       | Southern       | Meeresinsel |                         | 7° 36′ N, 13° 1′ W  |
| Baoma (Moot)                  | Turtle Islands | Atlantischer Ozean | x (km²)                       | Southern       | Meeresinsel |                         | 7° 38′ N, 13° 3′ W  |
| Dublin                        | Banana Islands | Atlantischer Ozean | 4460 × 1490 Meter (km²)       | Western        | Meeresinsel |                         | 8° 7′ N, 13° 13′ W  |
| East                          |                | Atlantischer Ozean | (km²)                         | Southern       | Meeresinsel |                         | 7° 35′ N, 12° 29′ W |
| Hoong                         | Turtle Islands | Atlantischer Ozean | x (km²)                       | Southern       | Meeresinsel |                         | 7° 40′ N, 13° 4′ W  |
| Kortimaw (Yeligbungbo Island) |                | Atlantischer Ozean | 4710 × 3570 Meter (km²)       | North West     | Meeresinsel |                         | 8° 54′ N, 13° 13′ W |
| Long                          |                | Atlantischer Ozean | (km²)                         | Southern       | Meeresinsel |                         | 7° 37′ N, 12° 29′ W |
| Mes-Meheux                    | Banana Islands | Atlantischer Ozean | x (km²)                       | Western        | Meeresinsel |                         | 8° 6′ N, 13° 15′ W  |
| Nyangei                       | Turtle Islands | Atlantischer Ozean | x (km²)                       | Southern       | Meeresinsel |                         | 7° 38′ N, 12° 57′ W |
| Plantain                      |                | Atlantischer Ozean | x (km²)                       | Southern       | Meeresinsel |                         | 7° 55′ N, 12° 59′ W |
| Rendall                       |                | Atlantischer Ozean | (km²)                         | Southern       | Meeresinsel |                         | 7° 38′ N, 12° 32′ W |
| Ricketts                      | Banana Islands | Atlantischer Ozean | 2660 × 1370 Meter (km²)       | Western        | Meeresinsel |                         | 8° 6′ N, 13° 14′ W  |
| Sei                           | Turtle Islands | Atlantischer Ozean | x (km²)                       | Southern       | Meeresinsel |                         | 7° 38′ N, 13° 0′ W  |
| Sherbro                       |                | Atlantischer Ozean | 52400 × 18000 Meter (600 km²) | Southern       | Meeresinsel | größte Insel des Landes | 7° 31′ N, 12° 37′ W |
| Yele                          | Turtle Islands | Atlantischer Ozean | x (km²)                       | Southern       | Meeresinsel |                         | 7° 35′ N, 12° 59′ W |
| York                          |                | Atlantischer Ozean | (km²)                         | Southern       | Meeresinsel |                         | 7° 32′ N, 12° 28′ W |

## Halbinseln
| Insel                                     | Inselgruppe | Gewässer           | Max. Ausdehnung (Fläche)    | Provinz/Gebiet | Art       | Anmerkung | Koordinaten                 |
| ----------------------------------------- | ----------- | ------------------ | --------------------------- | -------------- | --------- | --------- | --------------------------- |
| Freetown Peninsula Sierra Leone Peninsula |             | Atlantischer Ozean | 13000 × 25000 Meter (? km²) | Western        | Halbinsel |           | 8° 24′ 28″ N, 13° 10′ 19″ W |
| Yelibuya Island (Yeloboya Island)         |             | Atlantischer Ozean | x (? km²)                   | North West     | Halbinsel |           | 8° 58′ 36″ N, 13° 16′ 34″ W |

## Quelle
- Annual Statistical Digest 2005/2006. Statistics Sierra Leone, 2006, S. 1.

- Karte mit allen Koordinaten:
- OSM |
- WikiMap